# Деление клетки
Деле́ние кле́тки — процесс образования из родительской клетки двух или более дочерних клеток. Обычно деление клетки — это часть клеточного цикла.
У эукариот есть два типа деления клеточного ядра: вегетативное деление, при котором каждое дочернее ядро генетически идентично родительскому (митоз), и репродуктивное деление, при котором количество хромосом в дочернем ядре снижается вдвое для производства гаметы (мейоз).

## Деление прокариотических клеток
Прокариотические клетки делятся надвое. Сначала клетка удлиняется. В ней образуется поперечная перегородка. Затем дочерние клетки расходятся.

## Деление эукариотических клеток
Существует два основных способа деления ядра эукариотических клеток: митоз и мейоз. Кроме того, в некоторых случаях ядра делятся путём амитоза.

### Амитоз
Амитоз, или прямое деление, — это деление интерфазного ядра путём перетяжки без образования веретена деления. Такое деление встречается у одноклеточных организмов. Амитоз — самый экономичный способ деления: энергетические затраты при нём весьма незначительны. К амитозу близко клеточное деление у прокариот. Бактериальная клетка содержит только одну, чаще всего кольцевую молекулу ДНК, прикрепленную к клеточной мембране. Перед делением клетки ДНК реплицируется и образуются две идентичные молекулы ДНК, каждая из которых также прикреплена к клеточной мембране. При делении клетки клеточная мембрана врастает между этими двумя молекулами ДНК, так что в конечном итоге в каждой дочерней клетке оказывается по одной идентичной молекуле ДНК. Такой процесс получил название прямого бинарного деления.

### Подготовка к делению
Эукариотические клетки, имеющие ядра, начинают подготовку к делению на определённом этапе клеточного цикла — в интерфазе. Именно в период интерфазы в клетке происходит синтез белка, удваиваются все важнейшие структуры клетки. Вдоль исходной хромосомы синтезируется её точная копия, удваивается молекула ДНК. Удвоенная хромосома состоит из двух половинок — хроматид. Каждая из хроматид содержит одну молекулу ДНК. Интерфаза в клетках растений и животных в среднем продолжается 10-20 ч. Затем наступает процесс деления — митоз.

### Митоз
Митоз (реже: кариокинез или непрямое деление) — деление ядра эукариотической клетки с сохранением числа хромосом. В отличие от мейоза, митотическое деление протекает без осложнений в клетках любой плоидности, поскольку не включает как необходимый этап конъюгацию хромосом в профазе.

### Мейоз
Мейоз — это особый способ деления клеток, в результате которого происходит уменьшение числа хромосом вдвое в каждой дочерней клетке. Впервые он был описан Вальтером Флеммингом в 1882 году у животных и Эдуардом Страсбургером в 1888 году у растений. С помощью мейоза образуются гаметы. В результате редукции споры и половые клетки хромосомного набора получают в каждую гаплоидную спору и гамету по одной хромосоме из каждой пары хромосом, имеющихся в данной диплоидной клетке. В ходе дальнейшего процесса оплодотворения (слияния гамет) организм нового поколения получит опять диплоидный набор хромосом, то есть кариотип организмов данного вида в ряду поколений остается постоянным.

### Деление тела клетки
В процессе деления тела эукариотной клетки (цитокинеза) происходит разделение цитоплазмы и органелл между новыми клетками и старыми.